# Tony Womack
Pour les articles homonymes, voir Womack.
Anthony Darrell Womack (né le 25 septembre 1969 à Danville, Virginie, États-Unis) est un joueur de deuxième but et d'arrêt-court qui évolue de 1993 à 2006 dans la Ligue majeure de baseball.
Rapide coureur, Tony Womack est trois fois champion voleur de buts et réussit 363 buts volés durant sa carrière. Avec les Pirates de Pittsburgh, il mène la Ligue nationale avec 60 et 58 réussites en 1997 et 1998, respectivement, puis avec les Diamondbacks de l'Arizona il mène le baseball majeur avec 72 en 1999.
Joueur pour ces derniers jusqu'en 2003, il s'illustre lors des séries éliminatoires qui culminent par la victoire d'Arizona en Série mondiale 2001. Dans le dernier match de cette série finale, il frappe contre Mariano Rivera le double qui crée l'égalité en fin de rencontre et prépare le coup sûr de Luis Gonzalez qui consacre les Diamondbacks.

## Carrière
Tony Womack est repêché par les Pirates de Pittsburgh au 7e tour de sélection en 1991. Il dispute son premier match des majeures avec eux le 10 septembre 1993. Après une vingtaine de matchs de joués en deux ans pour les Pirates, il passe l'entière saison 1995 dans les mineures et revient pour 17 matchs pour Pittsburgh en 1996 avant de devenir joueur à temps plein de l'équipe en 1997. Cette année-là, il maintient une moyenne au bâton de ,278 en 155 matchs et mène la Ligue nationale avec 60 vols de buts en 67 tentatives. Ses performances lui valent à la mi-saison sa seule invitation en carrière au match des étoiles, et à la fin de l'année une 9e place du vote désignant la recrue de l'année en Ligue nationale. Il récolte même une poignée de votes au scrutin du joueur de l'année dans la Nationale, où il termine 24e. En 1997, il est retiré 109 fois sur des prises, un nombre qui va décroissant au cours des années subséquentes.
Après avoir remporté une nouvelle fois le titre des buts volés dans la Nationale avec 58 réussites en 66 tentatives en 1998 et réussit un sommet en carrière de 185 coups sûrs en 159 matchs joués, Womack est échangé le 25 février 1999 aux Diamondbacks de l'Arizona contre un lanceur droitier du nom de Jason Boyd et un joueur des ligues mineures qui n'avancera jamais plus haut. La transaction s'avère un véritable vol au profit des Diamondbacks. Dès son arrivée en Arizona, Womack fait sa marque en ajoutant un 3e titre consécutif des buts volés, menant cette fois toutes les majeures avec 72 vols. En 2000, il mène tous les joueurs de la Ligue nationale avec 14 triples et récolte son meilleur total de points produits en carrière : 57, un nombre qu'il atteint à nouveau en 2002.
Womack s'illustre dans les séries éliminatoires de 2001, qui se terminent en novembre avec la première victoire des Diamondbacks en Série mondiale. Son coup sûr en fin de 9e manche contre le lanceur Steve Kline scelle l'élimination des Cardinals de Saint-Louis en Série de division, le premier tour éliminatoire. Il se distingue dans le 7e et dernier match de l'enlevante Série mondiale 2001 face aux Yankees de New York. Avec un seul retrait, deux coureurs sur les buts en fin de 9e manche et les Yankees, en avance 2-1, sur le point de célébrer un 4e titre d'affilée, Womack réussit un double contre le releveur étoile Mariano Rivera, faisant marquer le coureur suppléant Midre Cummings pour niveller le score à 2-2. Ceci prépare le coup sûr de la victoire, celui de Luis Gonzalez, qui donne le titre aux Diamondbacks. En 2006, le Wall Street Journal déclare que ce double de Womack dans ce match du 4 novembre 2001 est le coup sûr le plus « opportun » (clutch) et le « plus significatif de l'histoire du baseball ».
Womack quitte Arizona en cours de saison 2003 après 182 buts volés réussis avec le club, un record de l'histoire des Diamondbacks. Après la saison 2014 des Ligues majeures, ses 70 buts volés réussis en 1999 et ses 14 triples en 2000 représentent toujours des records de franchise pour une saison unique.
Il partage la saison 2003 entre trois clubs : Arizona, où il joue ses 61 premiers matchs, puis les Rockies du Colorado et les Cubs de Chicago, pour qui il dispute 21 matchs chacun. Il participe à une nouvelle Série mondiale en 2004, cette fois dans une cause perdante lorsque sa nouvelle équipe, les Cardinals de Saint-Louis, s'incline en finale face aux Red Sox de Boston. Sa moyenne au bâton de ,307 et son pourcentage de présence sur les buts de ,349 en 145 parties jouées pour les Cardinals en 2004 sont ses plus élevés en carrière. Il vole également 38 buts, mais est retiré 26 fois en tentative de vol. Il ne joue qu'au poste de deuxième but à Saint-Louis, une position qu'il avait jusque-là occupé en alternance avec celle d'arrêt-court depuis le début de sa carrière.
En 2005, il évolue surtout au poste de voltigeur en plus du deuxième but chez les Yankees de New York. Il rejoint les Reds de Cincinnati en 2006 et dispute son dernier match le 24 juin 2006 avec les Cubs de Chicago, qu'il retrouve peu après.
Tony Womack a joué 1 303 matchs étalés sur 13 saisons dans le baseball majeur. Il compte 1 353 coups sûrs, dont 190 doubles, 59 triples et 36 coups de circuit. Il réussit 363 buts volés en 437 essais, un taux de réussite de 83 pour cent. Il compte 739 points marqués, 368 points produits, a maintenu une moyenne au bâton de ,273 et une moyenne de présence sur les buts de ,317. Il a de plus disputé 40 rencontres éliminatoires au total avec Arizona, Saint-Louis et New York : sa moyenne au bâton s'élève à ,212 avec 33 coups sûrs, dont 6 doubles et deux triples, 19 points marqués, 6 points produits et 4 buts volés en 7 tentatives.